# كارين سيمونز
كارين سيمونز (بالإنجليزية: Karen Symons)‏ هي لاعب هوكي الحقل جنوب أفريقية، ولدت في 19 فبراير 1967.

## وصلات خارجية
- كارين سيمونز على موقع الاتحاد الدولي للهوكي (الإنجليزية)
- كارين سيمونز على موقع أوليمبيديا (الإنجليزية)